# Mauriac (Cantal)
Mauriac es una localidad francesa del departamento de Cantal, en Auvernia. Es subprefectura y su población en 1999 era de 4019 habs. Desempeña un papel sobre todo comercial en una zona esencialmente ganadera, en la que predominan las vacas de la raza "Salers".

## Demografía
| 3636 | 3803 | 4093 | 4333 | 4224 | 4019 |
| Para los censos de 1962 a 1999 la población legal corresponde a la población sin duplicidades (Fuente: INSEE [Consultar]) |      |      |      |      |      |